# Sanela Knezović
Sanela Knezović (n. 22 decembrie 1979, la Mostar) este o handbalistă de origine  croată din Bosnia și Herțegovina care evoluează la echipa maghiară României Dunaferr NK, pe postul de portar.

## Biografie
Sanela Knezović a început să joace handbal în 1990, în echipa RK Galeb Mostar, avându-l ca antrenor pe Nikola Stipić. În 1996 s-a transferat la clubul croat RK Podravka Koprivnica, cu care a câștigat campionatul Croației și Cupa Croației. În anul 2004, Knezović s-a transferat la clubul muntenegrean ŽRK Budućnost Podgorica, cu care a câștigat campionatul și cupa Muntenegrului în anul 2006.
În anul 2007, clubul maghiar Dunaferr NK a ofertat-o și ea s-a transferat acolo. Când, în anul 2008, formația maghiară a experimentat probleme financiare, Sanela Knezović s-a întors la Budućnost Podgorica. În 2010, Knezović a câștigat cupa Muntenegrului și a ajuns cu echipa sa în semifinalele Ligii Campionilor.
Din sezonul 2011-2012, Sanela Knezović s-a transferat, odată cu colega ei Marija Jovanović, la campioana României CS Oltchim Râmnicu Vâlcea. După un singur sezon, clubul Oltchim a renunțat la serviciile handbalistei. Începând din sezonul 2012-13, Sanela Knezović s-a întors la echipa maghiară Dunaferr NK.

## Palmares
- Liga Campionilor:
  - Semifinalistă: 2010, 2012
- Cupa Cupelor EHF:
  - Câștigătoare: 2006, 2010
  - Semifinalistă: 2008
- Liga regională de handbal feminin:
  - Câștigătoare: 2011
  - Medalie de argint: 2009
- Nemzeti Bajnokság I:
  - Câștigătoare: 2008
- Cupa Ungariei:
  - Câștigătoare: 2008
- Campionatul Croației:
  - Câștigătoare: 1996, 1997, 1998, 1999, 2000, 2001, 2002, 2003
- Cupa Croației:
  - Câștigătoare: 1996, 1997, 1998, 1999, 2000, 2001, 2002, 2003, 2004
- Campionatul Muntenegrului:
  - Câștigătoare: 2005, 2006, 2007, 2009, 2010, 2011
- Cupa Muntenegrului:
  - Câștigătoare: 2005, 2006, 2007, 2009, 2010
- Liga Națională:
  - Câștigătoare: 2011
- Supercupa României:
  - Câștigătoare: 2011